# Нові пригоди Акмаля
«Нові пригоди Акмаля» — радянський двосерійний дитячий художній фільм, випущений кіностудією «Узбекфільм» у 1983 році. Продовження фільму «Акмаль, дракон і принцеса».

## Сюжет
Минуло два роки з часу подій першого фільму.
Пообіцявший більше нікуди не втікати Акмаль тримає своє слово, проте до Казки йде Гузаль, і Акмаль з міліціонером Нурієвим відправляються на її пошуки. У Казці з'ясовується, що підступний хан присвоїв собі подвиг Акмаля — перемогу над драконом Кара-Батуром. І щоб ніхто не пам'ятав істинного героя, під страхом смерті заборонив вимовляти його ім'я. Принцеса Гузаль відмовилася коритися наказу хана, і тоді він помістив її в намет в середині гірського озера, перекривши для його наповнення всі джерела води і кинувши власну країну в посуху.
Гузаль пробирається до принцеси, вони міняються одягом і принцеса втікає. Розшукуючи Гузаль, Акмаль і Нурієв розділяються. Акмаль потрапляє в полон до хана, а Нурієв зустрічає принцесу і приймає її за Гузаль. Разом вони відправляються до палацу хана, де принцеса викрадає карту, на якій показано місце, де захований камінь-ключ, що закриває воду.
Відьма радить хану відпустити Акмаля з міліціонером і вони йдуть, забравши з собою і принцесу, переодягнену в Гузаль. Принцеса знаходить ключ і відкриває джерела води, після чого Акмаль і Нурієв забирають її з Казки, не вірячи їй, що вона — принцеса. У місті принцесу доставляють бабусі, звідки вона втікає. Блукаючи по місту, намагаючись повернутися в Казку, принцеса знайомиться з хлопчиком на ім'я Каміл, який показує їй, що реальний світ, створений простими людьми нічим не гірше, а в чомусь краще казкової країни.
Акмаль дізнається, що вони забрали з Казки справжню принцесу і вони з міліціонером пускаються на її пошуки. Також принцесу розшукує відьма, яка прибула з Казки.
В цей час в Казці Гузаль хитрістю заманює хана і його свиту в темницю і звільняє казкову країну. Однак хану вдається втекти і з'ясувати, що Гузаль — самозванка. Єдиний спосіб повернути собі владу — переконати народ у тому, що Гузаль — не справжня принцеса. Для цього він просить її продемонструвати, як вона вміє вишивати, співати, готувати, тим більше, що цього вимагає щорічне свято, яке є в Казці не просто традицією, а засобом задобрити духів долини. Гузаль нічого цього не вміє і близька до провалу.
На допомогу приходять чарівний садівник і відьма, яку Акмаль з Нурієвим переконали робити добрі справи. Вона переконує Гузаль виграти час з її єдиним талантом до скакалки, що збігається з принцесою, а сама відволікає хана і його придворних, поки принцеса мчить назад в Казку на чарівному коні. Принцеса демонструє свої вміння, всі переконуються у тому, що вона — справжня і передають владу хана їй. Її батька, який претендує хоча б на пенсію, залишається передана відьмою стара рада Акмаля: «Робити добрі справи ніколи не пізно».

## У ролях
- Сократ Сулейманов — Акмаль
- Дільноз Расулова — просто Гузаль/принцеса Гузаль
- Раджаб Адашев — Джахангір Нурієв, міліціонер
- Ірода Алієва — відьма
- Вахід Кадиров — хан, батько принцеси Гузаль
- Хайрулла Сагдієв — старий — чарівний садівник Атаджан-ата
- Улугбек Хамраєв — Каміл
- Теша Мумінов — епізод
- Бекзод Хамраєв — епізод
- Марат Рахматов — епізод
- Мушрафа Касимова — епізод
- Георгій Татонов — епізод
- Максуд Мансуров — епізод
- Ориф Убайдуллаєв — епізод
- Учкун Рахманов — епізод
- Анвар Кенджаєв — епізод
- Сагді Табібуллаєв — епізод
- Саїдмурад Зіяутдінов — епізод
- Наїля Махмудова — епізод
- Тухтасин Муратов — епізод
- Муїн Мухітдінов — епізод
- Мукамбар Рахімова — епізод
- Фаріда Ходжаєва — епізод
- Машраб Юнусов — епізод
- Марьям Якубова — епізод

## Знімальна група
- Режисер-постановник:  Юрій Степчук
- Автор сценарію:  Лев Аркадьєв
- Оператор-постановник: Лев Симбірцев
- Художник-постановник: Ігор Гуленко
- Композитор:  Євген Ширяєв
- Звукооператор: Наріман Шадієв
- Режисер: Марат Рахматов
- Оператор: Умар Адилов
- Художник-гример: Володимир Борщак
- Монтажер: Адіба Насирова
- Директор картини: Шариф Касимбаєв